# サンディエゴ計画
サンディエゴ計画 (Plan of San Diego, Plan de San Diego) とは、1915年から1916年に米国テキサス州を中心に南部一帯で発生した一連の騒乱事件またはその計画自体を指す。

## 概要

### 発端
1915年1月24日、テキサス州マッカレンで捕まったメキシコ人で、当時の名目上のメキシコ大統領ビクトリアーノ・ウエルタ (Victoriano Huerta) の支持者バシリオ・ラモス・ジュニア (Basilio Ramos, Jr.) の所持品の中から "Plan de San Diego" と題された計画書が発見された。メキシコのヌエボ・レオン州のモンテレイ刑務所内で作成されたとされる内容は全15項目より成るが、要点としては、
- 1915年2月20日に米国内で武装蜂起を行い、黒人種の独立と自由を宣言する。また、米墨戦争によってメキシコが奪われた領土の米国からの分離独立を宣言する。
- 16歳以上のアメリカ人は老人、女を除いて全て処刑する。
- インディアンには、奪われた土地を還す。
- 独立後の諸州はメキシコに併合されるのが望ましい。

これにより米南部のアメリカ人社会はパニック状態となり、事態を重大視した米政府は陸軍部隊を国境付近に配置するなどの警戒措置をとった。

### 襲撃

#### 1915年
- 予告された2月20日には武装蜂起は起こらなかったが、 "Manifest to the Oppressed Peoples of America（抑圧されしアメリカ人民への宣言）" と題する声明文が発表された。内容的には「サンディエゴ計画」の繰り返しに、社会主義的イデオロギー色の濃い主張を追加したものであったが、この時期すでにウエルタは力を失っており（スペインに亡命中）、計画の発覚によりアメリカ側が警戒措置をとったこともあり、声明文を出すのが精一杯だったと考えられている。
- しばらくの間なんの動きもみられず、警戒心が緩んできた7月、リオグランデ川両岸地域においてメキシコ革命軍のベヌスティアーノ・カランサ将軍を支持する二人の南テキサス住民、アニセト･ピサーニャとルイ･デラロザによる連続襲撃事件が発生した。国境地帯の輸送や通信を分断しながらアメリカ人を殺害するゲリラ戦法がとられた。
- これに呼応して米陸軍はこの地域にジョン・パーシング (John J. Pershing) 将軍率いる増援部隊を派遣したが、神出鬼没のゲリラ戦法に有効な手立てを持ち得なかった。
- 既にカランサはウエルタに対抗する勢力の支持を得てソノラ州で1913年には臨時政府樹立宣言を行っており、さらに1914年7月にはウエルタ本人は退陣してスペインに亡命し、同時にカランサが大統領に就任（米国政府は未承認）していた。これを機に勢力を拡大することを狙ってこのサンディエゴ計画に便乗したとされる。
- 果たしてこの1915年の襲撃は、10月に米国がカランサをメキシコの大統領として事実上承認することでぴたりと停止した。

#### 1916年
- 1916年1月になり、ウエルタ派に対抗していたもう一つの勢力の旗頭であるフランシスコ（パンチョ）・ビリャが、カランサを米国がメキシコ大統領として承認したことに不満を持ち、メキシコ領内チワワ州で米国人15人を殺害。3月には米領内へ侵入しニューメキシコ州コロンバス (Columbus) で破壊活動を行った。
- 再びパーシング将軍の部隊が制圧に派遣され、逃げたビリャを追ってメキシコ領内にまで達した。アメリカ陸軍はメキシコ正規軍がパンチョ･ビリャの逮捕に協力してくれることを期待したがカランサはこれを無視した。
- それにとどまらず5月にはカランサ派と思われる者たちによるテキサス州内での襲撃事件まで発生した。
- このビリャ討伐遠征中にアメリカ陸軍が誤ってメキシコ正規軍を攻撃するなどしたため緊張が高まった。しかし正規軍同士の戦闘となれば米墨戦争の再来となりかねず、米ウィルソン大統領は2期目の選挙の年に当たり、開戦はなんとしても避けたかった。また、当時、第一次世界大戦にアメリカも派兵する準備が必要であったことなどもあって、結局はビリャを捕らえられず6月になり母国へ引き上げた。これに同期して米国内での組織的な襲撃や戦闘も収束した。

## アメリカ人の報復
メキシコ国内では米国軍を追い払ったと宣伝が行われ、民衆は一時的には溜飲を下げたが、米国内に居住するメキシコ人や米国籍を持つ元メキシコ人は想像を絶する辛酸をなめることになった。
この期間中、軍が襲撃者を制圧･追跡する一方で、各州においては警察や新たに結成された自警団が治安維持を行った。治安維持とは主に襲撃者に対する内通者の摘発を意味した。襲撃者に情報提供した、武器や食料を供与した、果ては襲撃者の一団が通り過ぎるのを見過ごしたなどの罪状でメキシコ人およびメキシコ系アメリカ人達は裁判なし、あるいは行われたとしてもごく簡単な審理をもって大多数が死刑判決を受け処刑された。
特にテキサス州ではテキサス・レンジャーが大増員されテキサス州内の「治安維持」にあたったが、「法の執行官」とは名ばかりの「ならず者」も多数含まれ、特に米国内に土地を持つ住民らに対してあらぬ嫌疑で処刑を次々に行い、結果としてこれら不動産を強奪していった。このテキサス・レンジャーの行状の酷さは以下のことから容易に想像ができる。
- 後日の連邦議会による調査で判明しただけでも、南テキサス地域においてメキシコ人あるいはメキシコ系アメリカ人が1年半の間に300人以上、裁判無しで処刑された。
- （アメリカ正規軍である）陸軍をして、「彼らと行動を共にすることによって自分達の評判に傷が付く」と心配し、テキサス・レンジャーとの関わりを避けるようになった[1]。

結果として、米アメリカ人の死者は民間人と軍人を合わせてテキサス州内で20人ほど、全米で百数十名に対し、メキシコ系死者は正確な調査はないものの数千人に及んだと推測されている。